# Russian Art Archive Network
Russian Art Archive Network (Сеть архивов российского искусства, RAAN) — архивный интернет-проект, запущенный в 2017 году российским музеем современного искусства «Гараж». Это открытый онлайн-каталог документов, фото- и видеоматериалов, который постоянно пополняется.

## О проекте
Проект Russian Art Archive Network (RAAN — Сеть архивов российского искусства) запущен в 2017 году на базе фондов Архива Музея «Гараж» и архивов партнеров, внесение сведений об этих фондах в специально разработанное Музеем «Гараж» приложение, а также интеграцию информации, содержащейся в базах данных партнеров. Идея создания этой онлайн-платформы принадлежит куратору и историку искусства Саше Обуховой.
Проект предусматривает поэтапную оцифровку и перенос на онлайн-платформу RAAN этих архивов. Система хранения информации разработана для RAAN фирмой Panasonic и базируется на применении оптических носителей Archival Disc.
Онлайн-платформа доступна на русском и английском языках. Каталог архива RAAN содержит в основном русскоязычные материалы, за исключением записей о документах и прессе на иностранных языках, а также сведений о выставках и событиях, происходивших за пределами СССР и России.

## Основные архивы, включаемые в RAAN
- Фонд «Художественные проекты»[2]
- Архив Леонида Талочкина и Нины Зарецкой[2]
- Архивные фонды музея Зиммерли при Ратгерском университете (Нью-Джерси, США)[2]
- Архив Исследовательского центра Восточной Европы при Бременском университете (Германия)[2]
- Архив Музея современного искусства «ПЕРММ» (Пермь)
- Архив ЦСИ «Типография» (Краснодар)[6]
- Архив «Художественного журнала»
- Архив Андрея Ерофеева
- Архив Артёма Лоскутова и акции «Монстрация»